# 6÷2(1+2)

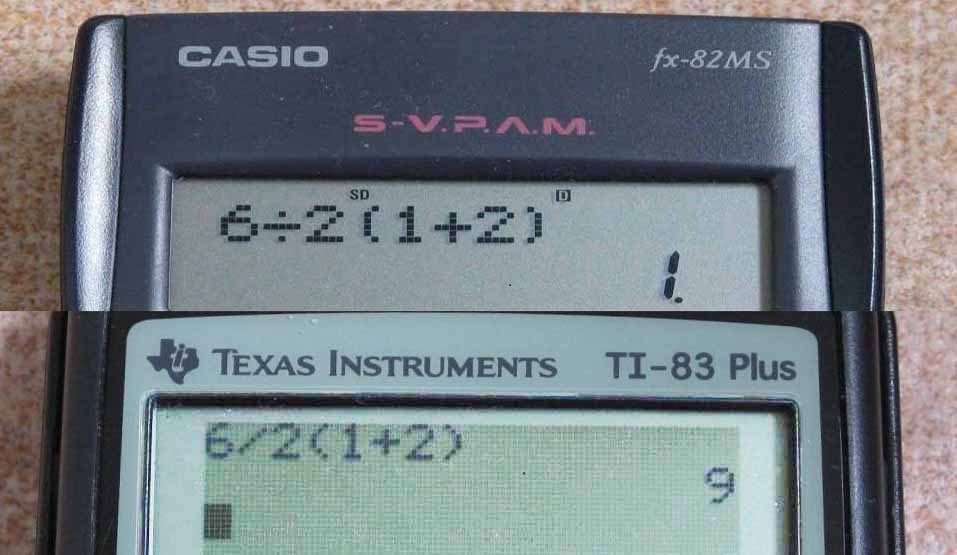
計算機の機種によって異なる計算結果が反映される。同様の状況は携帯電話のアプリケーションでも発生する。

{\displaystyle 6\div 2(1+2)} は、2011年からインターネット上で広まった数学の問題。数百万人ものネットユーザーが回答するほど話題になった。計算の観点によって、「9」あるいは「1」の2つの答えが回答されうる。

## 概要
この問題は、台湾のFacebookコミュニティで出題された問題である。半数以上の人が間違った解答をしたと言われたが、出題者の意図としては「9」が正解、「1」が不正解という引っ掛け問題だった。しかし、数学者によっても回答は一つに定まらずネット上に議論を巻き起こした。Facebookでは342万人が解答し、「9」と回答したのは149万人、「1」と回答したのが193万人だった。

## 観点
以下に、この問題に関するさまざまな見解を示す。

### 代数的観点
代数学的な観点からは、{\displaystyle 2(1+2)}を多項式として考えることができる。 {\displaystyle 2(1+2)} をひとつの項とし、 {\displaystyle 6\div 2x,x=(1+2)} の形で表すことができる。つまり、 {\displaystyle 2(1+2)} をひと固まりとして考えている。この計算によれば、答えは1になる 。しかし、乗算では {\displaystyle 5x} や {\displaystyle xy} のように乗算記号はしばしば省略される。複数の変数が複数の文字で示される場合、混乱をきたすことになるからである。乗算記号の省略は、数式に数字しか含まれない場合は使用されない。たとえば、 {\displaystyle 5\times 2} を {\displaystyle 52} と表記することはできない。
スタンフォード大学で経済学と数学を学び複数の著書があるプレッシュ＝タルウォーカー（Presh Talwalkar）による2016年の短編動画によれば、1917年以前の数学のルールでは除算が用いられると左側の方程式全体が右側の方程式全体で除算されることを意味する（つまり、 {\displaystyle 2(1+2)} がひとつの項と見なされる）。したがって、1917年以前ならば {\displaystyle 2(1+2)} を先に計算するので、この式の答えは1とするのが正しいことになる。

### 四則演算的観点
代数的観点からでなければ、四則演算の観点から {\displaystyle 6\div 2\times (1+2)} とすることができる。次に、 四則演算のルールに従って括弧の中を先に計算、さらに左から右に「まずは乗算と除算、次に加算と減算」のルールに従って計算する。四則演算に則った計算結果は9になる。Google 検索、Wolfram Alpha、Mathematicaの計算結果も9になる 。
タルウォーカーによる2016年の短編動画では、現在の数学的規則に従って、この式は最初に括弧を計算し、次に「左から右」の規則に従って計算する必要があると述べている。これによれば答えは9になる（ {\displaystyle 6\div 2\times (1+2)} 、{\displaystyle 6\div 2\times 3}、{\displaystyle 3\times 3} ） 。

### 数式自体が間違っているという意見
中華民国教育部の学者たちは、問題の核心は式の不明確な表現にあると指摘し、この問題の出題者は {\displaystyle 2} を {\displaystyle (1+2)} の係数と解釈することも、 {\displaystyle 2(1+2)} を {\displaystyle 2\times (1+2)} の省略形と解釈することもできるように出題するから1と9という異なる答えが生じうるのだとした。この曖昧さが修正されれば、紛争を回避することができる。
中国大陸にも、厳密な意味では {\displaystyle 6\div 2(1+2)} という数式自体が基準に沿わないか、または間違っていると考える教師がいる。乗算記号の “{\displaystyle \times }” は文字を含む式では省略できるが、数字だけで構成される数式では省略できない。